# Gruta da Ribeirinha
A Gruta da Ribeirinha é uma gruta portuguesa localizada na ilha do Pico, arquipélago dos Açores.

## Espécies observáveis
- Trechus pereirai Coleoptera Carabidae